# Русько-Сидоровка
Русько-Сидоровка (рос. Русско-Сидоровка) — хутір у Куйбишевському районі Ростовської області Росії. Входить до складу Лисогорського сільського поселення.

## Географія
Географічні координати: 47°38' пн. ш. 39°10' сх. д. Часовий пояс — UTC+4.
Хутір Русько-Сидоровка розташований на південному схилі Донецького кряжу. Відстань до районного центру, села Куйбишева, становить 31 км.

### Урбаноніми
- вулиці — Ростовська[1].

## Населення
За даними перепису 2010 року на території хутора населення відсутнє.